# 蔵王町立遠刈田中学校
蔵王町立遠刈田中学校（ざおうちょうりつ とおがったちゅうがっこう）は、宮城県刈田郡蔵王町に位置する中学校である。

## 教育目標
- 自主 - 自ら学び，広く深く考える生徒
- 敬愛 - 感謝と思いやりの心を持つ生徒
- 活力 - 健康で心身ともにたくましい生徒

## 沿革
- 1947年（昭和22年）4月 - 宮村立遠刈田中学校として発足
- 1949年（昭和24年）12月 - 旧校舎完成
- 1955年（昭和30年）4月1日 - 町村合併により蔵王町立遠刈田中学校と改称
- 1969年（昭和44年） - 遠刈田小中学校プール竣工
- 1981年（昭和56年）3月 - 現校舎完成

## 学区
- 蔵王町立遠刈田小学校学区と全てと蔵王町立永野小学校学区の一部[4]、川崎町立前川小学校学区のうち青根地区[5]。